# Slaughter and the Dogs
Gli Slaughter and the Dogs sono un gruppo musicale punk rock formatosi nel 1975 nella zona di Wythenshawe, Manchester, Inghilterra. Sono stati uno dei primi gruppi punk inglesi a firmare un contratto con una major, la Decca Records.

## Storia
Il nome "Slaughter & the Dogs" venne ideato dal cantante Wayne Barrett nel 1975 mettendo insieme Diamond Dogs di David Bowie e Slaughter on 10th Avenue di Mick Ronson, due dei suoi album preferiti. Suonarono come gruppo spalla dei Sex Pistols nel concerto svoltosi il 20 luglio 1976 alla Manchester Lesser Free Trade Hall. Questo concerto, più di ogni altro singolo evento, diede vita alla scena punk di Manchester. La scena era concentrata soprattutto intorno all'Electric Circus Club, locale frequentato da diversi gruppi, inclusi Alberto y Lost Trios Paranoias, The Buzzcocks, John Cooper Clarke, The Distractions, John Dowie, The Drones, The Durutti Column, The Fall, The Freshies, Joy Division, Magazine, Ed Banger and the Nosebleeds, The Passage, oltre agli Slaughter & The Dogs.
La band fece amicizia con Rob Gretton, in seguito manager dei Joy Division, e con il suo aiuto finanziario divenne il primo gruppo di Manchester a pubblicare un singolo per l'etichetta indipendente Rabid Records.
Dopo aver firmato un contratto con la Decca Records, la band pubblicò il proprio brano manifesto Where Have All the Boot Boys Gone? su 45 giri alla fine del 1977, seguito da Dame to Blame e Quick Joey Small. L'album di debutto, Do It Dog Style, fu pubblicato nel maggio 1978.
Il frontman Wayne Barrett lasciò la band dopo l'uscita nel marzo 1979 dell'EP It's Alright. Senza Barrett, il gruppo pubblicò un altro singolo, I Believe, nel giugno 1979 come "Studio Sweethearts".
Riformatisi come Slaughter & the Dogs, alla band si riunì Barrett, e venne pubblicato il singolo You're Ready Now, cover di un brano di Frankie Valli del 1966. Quest'ultimo uscì per l'etichetta DJM Records.
Alla fine del 1979, Ed Garrity (dei Ed Banger and The Nosebleeds) rimpiazzò Barrett come frontman, e la band abbreviò il proprio nome in Slaughter, cambiando drasticamente sia look che stile.
Barrett e Rossi riformarono la band in occasione dell'Holidays in the Sun Festival del 1996 con l'aggiunta del bassista Nigel Mead e del batterista Noel Kay. Una nuova lineup comprendente il bassista Jean Pierre Thollet continua ad incidere ancora oggi, facendo tour e partecipando a vari festival musicali.

## Formazione

### Formazione attuale
- Wayne Barrett
- Mick Rossi
- Noel Kay
- Jean Pierre Thollet

### Ex componenti
- Gary Maguire
- Howard Bates
- Brian Grantham (Mad Muffet)
- Phil Rowland
- Nigel Mead

## Discografia

### Album
- Do It Dog Style (Decca Records, SKL 5292, maggio 1978)
- Bite Back (come Slaughter; DJM, DJF 20566, marzo 1980)
- Shocking (Receiver, maggio 1991)
- Beware Of... (Captain Oi, ottobre 2001)

### Album live
- Live Slaughter Rabid Dogs (Rabid, dicembre 1978)
- Live at the Factory 1981 (maggio 1989)
- Where Have All the Boot Boys Gone? (Live) (marzo 1994)
- Barking Up the Right Tree (Amsterdamned, 1998)

### Compilation
- The Way We Were (Thrush Records, 1983)
- Slaughterhouse Tapes (1989) – Studio outtake, demo, e materiale live
- Cranked Up Really High (1995)
- Punk Rock Singles Collection (2000)
- Anthology (2001)
- Best of Slaughter & the Dogs (Taang Records, 2002)
- A Dog Day Afternoon (TKO Records, 2003)

### Singoli
- Cranked Up Really High / The Bitch (Rabid Records, giugno 1977)
- Where Have All the Boot Boys Gone? / You're a Bore (Decca Records, settembre 1977)
- Dame to Blame / Johnny T (Decca Records, novembre 1977)
- Quick Joey Small / Come on Back (Decca Records, febbraio 1978)
- It's Alright / Edgar Allan Poe / Twist and Turn / UFO (TJM, marzo 1979)
- I Believe / It Isn't Me (come "Studio Sweethearts"; DJM, giugno 1979)
- You're Ready Now / Runaway (DJM, novembre 1979)
- East Side of Town / One by One (come "Slaughter"; DJM, febbraio 1980)
- I'm the One / What's Wrong Boy? (Live) / Hell in New York (come "Slaughter"; DJM, giugno 1980)
- Half Alive E.P. (Twist and Turn / Cranked Up Really High / Where Have All the Boot Boys Gone?) (Trush, febbraio 1983)
- Where Have All the Boot Boys Gone? / You're a Bore / Johnny T (Damaged Goods, 1988)
- Saturday Night Till Sunday Morning (TKO Records, 2001)